# Destino
Destino — короткометражный мультипликационный фильм, выпущенный в 2003 году компанией «Уолт Дисней».

## История создания
Работа над фильмом Destino началась в 1945 году с творческого сотрудничества между американским мультипликатором Уолтом Диснеем и испанским художником Сальвадором Дали.
Раскадровку к Destino («Судьба» — на итальянском, испанском и португальском) рисовали в течение восьми месяцев (в конце 1945 — начале 1946) художник Джон Хенч (из студии Диснея) и Сальвадор Дали, однако проект был закрыт Диснеем из-за финансовых проблем, связанных со Второй мировой войной. Хенч предоставил Диснею 18-секундный анимационный тест в надежде снова вызвать у Диснея интерес к проекту, но Destino всё же посчитали невыгодным и отложили на неопределённый срок.
В 1999 племянник Диснея Рой Эдвард Дисней, который работал в то время над «Фантазией 2000», решил вернуть к жизни забытый проект. Для этого решили задействовать небольшой филиал Диснея в Париже. Продюсером мультфильма стал Бейкер Бладуорт, а режиссёром — французский мультипликатор Доминик Монфэри, впервые выступивший в этом качестве.
Воспользовавшись помощью самого Хенча, а также дневниками супруги Дали — Галы Дали, группа из двадцати пяти аниматоров «расшифровала» замысловатые рисунки Дали и Хенча и воплотила проект в жизнь.
Результатом является мультфильм, сотворённый в технике традиционной (рисованной) анимации с использованием компьютерной графики.
Оригинальный 18-секундный видеоматериал включён в фильм (в сцене с двумя черепахами).

## Достижения

### Номинации
- Премия «Оскар» в категории «Лучший короткометражный анимационный фильм» в 2004 году[1]
- Премия «Энни» в категории «Выдающиеся достижения в короткометражной анимации»[2]

### Награды
- Почётная грамота Чикагского международного кинофестиваля в категории «Анимационный короткометражный фильм»[3]
- Награда анимационной картине от жюри фестиваля короткометражных фильмов ShortFest[4]
- Гран-при короткометражного кинематографа на Международном кинофестивале в Мельбурне[5][6]